# House progressiu
El house progressiu és un subgènere de la música house. L'estil house progressiu va sorgir a principis dels anys noranta. Inicialment es va desenvolupar al Regne Unit com una progressió natural de la música house nord-americana i europea de finals dels anys vuitanta.

## Etimologia
En el context de la música popular, la paraula progressiva es va utilitzar àmpliament per primera vegada a la Dècada del 1970 per diferenciar les formes experimentals de música rock dels estils convencionals. Aquesta música va intentar explorar enfocaments alternatius a la producció de música rock. Alguns actes també van intentar elevar els valors estètics de la música rock incorporant característiques associades a la música instrumental clàssica. Això va donar lloc a un estil de música anomenat rock progressiu, que s'ha descrit com la branca més artística del rock.
A la música disco, i més tard a la música house, un desig similar de separar estils més exploratoris dels enfocaments estàndard va veure que DJs i productors adoptaven la paraula progressista per fer una distinció. Segons el DJ i productor Carl Craig, el terme progressista es va utilitzar a Detroit a principis dels anys 80 en referència a l'Italo disco. La música va ser batejada com progressiva perquè es basava en la influència de la disco Euro de Giorgio Moroder més que en la discoteca inspirada en el so simfònic del soul de Filadèlfia. A Detroit, abans de l'aparició del techno, artistes com Alexander Robotnick, Klein + MBO i Capricorn van ocupar un lloc vacant després de la desaparició de la discoteca a Amèrica. A finals de la Dècada del 1980, el periodista musical britànic Simon Reynolds va introduir el terme dansa progressiva per descriure actes com 808 State, The Orb, Bomb the Bass i The Shamen. Entre 1990 i 1992, el terme "progressiu" es referia a la paraula de moda abreujada per al subgènere de la música house progressive house.

## Història
El house progressiu va sorgir després de la primera onada de música house. Les arrels del house progressiu es remunten a les escenes rave i clubs de principis dels anys noranta al Regne Unit. L'any 1992, Mixmag la va descriure en aquell moment com una nova raça de casa britànica dura però alegre, impactant però reflexiva, edificant i trancey. Una combinació de house nord-americana, house britànica, house italiana, house polonesa, house alemanya i techno es van influir en gran manera durant aquesta època. El terme es va utilitzar principalment com a etiqueta de màrqueting per diferenciar la nova casa rave de la casa tradicional americana. Progressive house va ser una sortida del so acid house de Chicago. La paraula de moda va sorgir de l'escena rave entre 1990 i 1992, descrivint un nou so de house que es va separar de les seves arrels americanes. Alguns van considerar que el house progressiu era anti- rave, ja que la seva popularitat va augmentar als clubs anglesos mentre que el breakbeat hardcore va florir als rave. Segons el DJ Dave Seaman, el so va enfrontar-se a una reacció a principis dels anys noranta perquè "havia anat pel mateix camí que el rock progressiu abans d'ell. Pompós, de cara i ple de la seva pròpia importància. Però bàsicament era molt avorrit". L'etiqueta progressive house s'utilitzava sovint de manera intercanviable amb trance en els primers anys. El segell discogràfic Bedrock Records va publicar una sèrie d'àlbums Compiled and Mixed de Bedrock amb artistes com Chris Fortier, John Creamer i Stephane K. L'artista australià Luke Chable ha estat conegut pel seu llançament de remixes seminal de PQM de 2003 "You Are Sleeping", titulat You Are Sleeping (Luke Chable Vocal Pass).
AllMusic diu que el house progressiu "va conduir el house que sonava cada cop més mainstream des de les llistes fins a les pistes de ball".

## Exemples
- Ad Brown - Far From The End (Shingo Nakamura Remix)
- Gat Decor - Passion
- Leftfield - Not Forgotten
- Eric Prydz - 2night (Original Mix)
- Eric Prydz - Pjanoo (Original Mix)
- Eric Prydz - Agag (Original Mix)
- Eric Prydz - Melo (Original Mix)
- Hernan Cattaneo & Soundexile - Citycism (Original Mix)
- Hernan Cattaneo & Soundexile - Japanese Snowbell (Guy J Remix)
- Eric Prydz - Everyday (Fehrplay Remix)
- Eric Prydz & Andreas Postl - Mighty Love (INSTRUMENTAL) (Original Mix)
- Morgan Page Feat. Lissie - Longest Road (Deadmau5 Remix)
- Deadmau5 - Not Exactly
- Deadmau5 & Kaskade - I Remember
- AN21 & Max Vangeli - Swedish Beauty (Original Mix)
- Adam K & Soha - Twilight
- Axwell - Feel the Vibe
- Steve Angello - Tivoli
- Kaskade feat. Tamra Keenan - Angel On My Shoulder (EDX s Belo Horizonte At Night Remix)
- King Unique - Yohkoh
- UNKLE feat. Ian Brown - Reign (Way Out West Mix)
- Tim Berg - Bromance (Avicii s Arena Mix)
- Paul Thomas, Jerome Isma Ae - Tomorrow (Original club mix)
- Hernán Cattáneo & John Tonks - July
- Hernán Cattáneo & Soundexile - Teleport
- John Digweed - Gridlock
- Henry Saiz - Unmei
- Henry Saiz - hadal
- Henry Saiz - Wordswallow (Original Mix)
- Guy J - Lamur (Henry Saiz Remix)
- Alfoa - My Destiny (Original Mix)
- Paolo Mojo - Paris (Original Mix)
- Pryda - Europa (Original Mix)
- Pryda - Armed (Original Mix)
- Dosem - Beach Kisses (Joris Voorn Green Mix)
- Satoshi Tomiie feat. Kelli Ali - Love In Traffic
- Christian Smith - Beluga
- Jaytech - Atlantic (Original Mix)
- Andrew Bayer - Need Your Love (Club Mix)
- Sasha ft. Krister Linder - Cut Em Down (Original Mix)
- Sasha & James Teej - Night Track (Original Mix)
- Sasha & James Teej - As You Fall (Original Mix)
- John Digweed & Nick Muir - 30 Northeast (Original Mix)
- Dosem - Spiral Attraction (Original Mix)
- Dosem - How Do You Do It (Original Mix)
- Paronator - No Gravity (Tom Middleton Liquatech Mix)
- Luiz B - United Worlds (Dub Mix)
- Full Tilt - Take Me Away (Andrew Bayer & James Grant Remix)
- Jeremy Olander - Let Me Feel (Original Mix)
- Hot Chip - Flutes (Sasha Remix)
- AU5 - Follow You